# 台湾绳藓
台湾绳藓（学名：Garovaglia plicata），又名绳藓，为蕨藓科绳藓属下的一个种。种名 plicata 意为“折扇状的”、“有褶皱的”。